# 브라질 지리통계연구소
브라질 지리통계연구소(포르투갈어: Instituto Brasileiro de Geografia e Estatística; IBGE)는 브라질의 공식적인 통계, 지리, 지도, 측량, 환경 정보 수집을 담당하는 기관이다. IBGE는 10년마다 국가 인구 조사를 실시한다. 질문지에는 연령, 가구 소득, 문해, 교육, 직업, 위생 수준과 같은 정보가 포함된다.
IBGE는 1936년 국립통계원이라는 이름으로 설립된 공공기관이다. 설립자이자 주요 지지자는 통계학자 마리우 아우구스투 테이셰이라 지 프레이타스였다. 현재의 이름은 1938년부터 사용되었다. 본부는 리우데자네이루에 있으며, 현재 원장은 에두아르두 리우스 네투를 대신한 마르시우 포흐만이다. 1967년 2월 13일 법령 제161호에 의해 연방 기관이 되었고, 기획예산관리국 내의 경제부에 소속된다.

## 구조
IBGE는 다음을 포함하는 국가 연구 및 정보 확산 구성 요소를 갖추고 있다.
- 27개 주 단위 (26개는 주도에, 1개는 연방구에 위치)
- 정보 문서화 및 확산 센터 27개 (26개는 수도에, 1개는 연방구에 위치)
- 영토 지도 제작 감독 단위 27개 (26개는 수도에, 1개는 연방구에 위치)
- 주요 도시에 585개의 데이터 수집 기관.
- 리우데자네이루의 본부 (기관 설립 당시 공화국의 수도)

리우데자네이루에는 또한 5개의 이사회와 1개의 학교가 있다: 집행이사국(ED), 연구국(DPE), 지구과학국(DGC), 정보국(DI), 문서 및 정보 보급 센터(CDDI) 및 학위 수여 기관인 Escola Nacional de Ciências Estatísticas.
연구국은 주 단위로 수집된 통계 데이터의 특성 연구 및 처리를 계획하고 조정하는 역할을 한다. 지구과학국은 기본 지도학, 국가 측량 시스템, 천연 자원 및 환경 조사, 지리 연구를 담당한다.
문서 및 정보 보급 센터는 연구소에서 생산된 정보의 문서화 및 보급을 담당하며, 전국 27개 CDDI를 조정한다. 국립 통계 과학 학교는 연구소 직원을 훈련시키는 것 외에도 다음과 같은 과정을 제공하는 연방 고등 교육 기관이다: 통계학 학사; 환경 분석 및 관리 계획 전문화; 인구 연구 및 사회 연구 석사.
IBGE는 또한 브라질리아 남쪽 35km에 위치한 혼카도르 생태 보호 구역을 관리한다.

## 국가 계정 시스템
경제에 대한 개요를 제공하고 생산, 소비 및 부 축적과 같은 경제 생활 현상을 설명하여 이러한 데이터에 대한 포괄적이고 간소화된 표현을 제공한다. 국가 계정 IBGE 시스템은 국가 계정 핸드북(1993년 국가 계정 시스템, SNA)에 명시된 가장 최근의 유엔 권고를 따르며, 국내총생산(GDP) 및 투입-산출 매트릭스 계산을 포함한다.

### 분기별 국가 계정
분기별 시장 가격 국내총생산, 제품 세금, 기본 가격 부가가치, 개인 소비, 정부 소비, 총 고정 자본 형성, 재고 변동, 상품 및 서비스 수출입에 대한 현재 가치 및 물량 지수(1991 = 100)를 표시한다. 두 가지 지수 시리즈가 계산된다: 전년도 기준 및 1990년 기준 사슬 연결(1990 = 100). 이 시리즈는 X-12-ARIMA를 사용하여 계절 조정되어 전분기 대비 변화율을 계산할 수 있다.
IBGE 조사는 1988년에 시작되어 1998년에 결과가 현재의 국가 계정 시스템에 통합되면서 재구성되었다. 연간 가중치는 이 새로운 시스템 계정에서 파생된다.

## 자료실
IBGE는 다음 자료들을 관리한다 (일부 목록):
- 시 농업 생산량 (MAP)
- 시 가축 조사 (PPM)
- 추출 플랜트 및 임업 연구 (PEVS)
- 산업 연간 조사 (전체 모델) (PIA-C)
- 산업 연간 조사 (간소화된 형태) (PIA-S)
- 산업 연간 조사 (제품) (PIA-Prod)
- 건설 산업 연간 조사 (Paice)
- 상업 연간 조사 (간소화된 모델) (PAC-S)
- 상업 연간 조사 (전체 모델) (PAC-C)
- 연간 서비스 조사 (PAS)
- 가구의 연속 국가 표본 조사 (PNADC)
- 월별 고용 및 임금 조사 (PIMES)
- 물리적 생산의 월별 산업 조사 (PIM-PF)
- 월별 상업 조사 (PMC)
- 월별 서비스 조사 (PMS)
- 가구 예산 조사 (POF)

## 정보의 요구 사항 및 기밀성
1973년 11월 20일자 연방 법령 제73,177호 및 1968년 11월 14일자 법률 제5534호 (1978년 5월 11일 법률 제5878호에 의해 수정됨)에 따르면, IBGE가 수집하는 정보는 통계 목적으로만 사용되며 법적 효력이 없고 증거로 사용될 수 없다는 의무와 기밀성을 다룬다.
지정된 기한 내에 정보를 제공하지 않거나 허위 정보를 제공하는 것은 범죄이며, 초기에는 국내 최고 최저 임금의 최대 10배, 이후에는 이 한도의 2배까지 벌금형에 처해질 수 있다.

## IBGE가 발표하는 일부 경제 지표
- 국가 소비자 물가지수 시스템

- 국가 소비자 물가지수 (INPC)
- 광범위 국가 소비자 물가지수 (IPCA)
- 국가 건설 지수 (INCC)

## 인구 조사

### 인구 조사
가장 잘 알려진 조사는 인구 조사(브라질 포르투갈어: censo demográfico)이다. 현대적인 형태로 처음 실시된 것은 1872년이며, 현재는 10년마다, 주로 0으로 끝나는 해에 실시된다. 1880년, 1910년 또는 1930년에는 인구 조사가 실시되지 않았다.
인구 조사는 법에 명시된 바와 같이 IBGE에서 단독으로 실시한다. 인구에 대한 포괄적인 인구 통계 데이터(연령, 소득, 성별 등 포함)와 주택 재고가 수집된다. 다른 나라에서 취하는 접근 방식(예: 미국)과는 달리, 질문지는 응답자에게 피부색으로 스스로를 식별하도록 요청하며, 질문은 "색상 또는 인종"으로 표현된다.
가장 최근의 인구 조사는 2010년에 실시되었으며, 2020년 인구 조사는 코로나19 범유행으로 인해 2022년으로 연기되었다.

#### 인구 집계
더 간단한 인구 집계(contagem de população)는 1996년부터 두 인구 조사 사이의 간격에 이론적으로 실시된다. 이는 브라질 도시에 매우 중요한 주민 수에 대한 데이터를 업데이트하는 것을 목표로 하는데, 지방자치단체 참여 기금의 연간 보조금이 주로 인구에 의해 결정되기 때문이다. IBGE는 전국 모든 지방자치단체의 인구를 매년 추정하는 역할을 하며, 이러한 인구 집계는 추정치의 질을 향상시킨다.
첫 인구 집계는 1996년에 인구 데이터 업데이트뿐만 아니라 1991년 인구 조사 이후 새로 출현하고 재정의된 지방자치단체들의 데이터를 확보하기 위해 실시되었다. 가장 최근의 집계는 예산 문제로 2005년에서 연기되어 2007년에 이루어졌으며, 2016년 집계는 비슷한 이유로 완전히 취소되었다.

### 농업 인구 조사
농업 인구 조사는 전국 모든 지방자치단체의 농업 시설, 산림 및 양식에 대한 정보를 수집한다. 이 조사의 목표는 이전 인구 조사 데이터를 업데이트하고 경제적, 사회적, 환경적 농업에 대한 정보를 제공하는 것이다. 1996년 이후로 이 조사는 약 10년마다 실시되었다.
1996년 농업 인구 조사는 IBGE에 의해 1995년 8월부터 1996년 7월까지 브라질의 작물 수확량을 기준으로 실시되었다. 다음 농업 인구 조사는 2007년에 실시되었고, 2006년 역년의 농업 활동을 조사했다. 2017년 농업 인구 조사는 작물 수확량을 기준으로 하는 조사 기간으로 돌아갔으며, 2016년 10월부터 2017년 9월까지 실시되었고, 결과는 2018년에 발표되었다.

## 같이 보기
- 국립 지도 제작 기관 목록
- 국립 통계 연구소